# Sinularia tenella
Sinularia tenella är en korallart som beskrevs av Li Chupu 1982. Sinularia tenella ingår i släktet Sinularia och familjen läderkoraller. Inga underarter finns listade i Catalogue of Life.